# Stříbrníky
Stříbrníky (německy Ziebernik) jsou částí města Ústí nad Labem. Leží v nadmořské výšce 257 metrů v prostřední části obvodu Ústí nad Labem-Severní Terasa. Název je odvozen od bohatých stříbrných nalezišť okolo Stříbrnického potoka. Zmínky o těžbě lze nalézt mj. na naučné stezce, která vede Bertiným údolím, jímž Stříbrnický potok protéká.
Čtvrť je silně urbanizovaná s vytvořenou dopravní a sociální infrastrukturou. Nachází se zde hypermarket, lékárna, pošta, základní a střední průmyslová škola, pobočka Severočeské vědecké knihovny a další. Nad čtvrtí dominuje rozhledna na zalesněné Erbenově vyhlídce.

## Historie
Přesný původ obce je nejasný. První písemná zmínka pochází z roku 1438 a mluví o existenci dědičné štoly. O těžbě stříbra především v oblasti Bertina údolí, která souvisí s názvem obce, jsou zmínky z roku 1491. Ves byla součástí Vaňovského panství, které podléhalo Ústí nad Labem. Město také obec opakovaně zastavovalo v dobách nedostatku financí a následně vykupovalo zpět. V dřívějších dobách název zněl v jednotném čísle Stříbrník, až později přišlo množné číslo. Původní obec byla spíše zemědělského charakteru s okrouhlou návsí, která se však nedochovala, odkazuje na ni pouze jméno ulice Na Návsi.

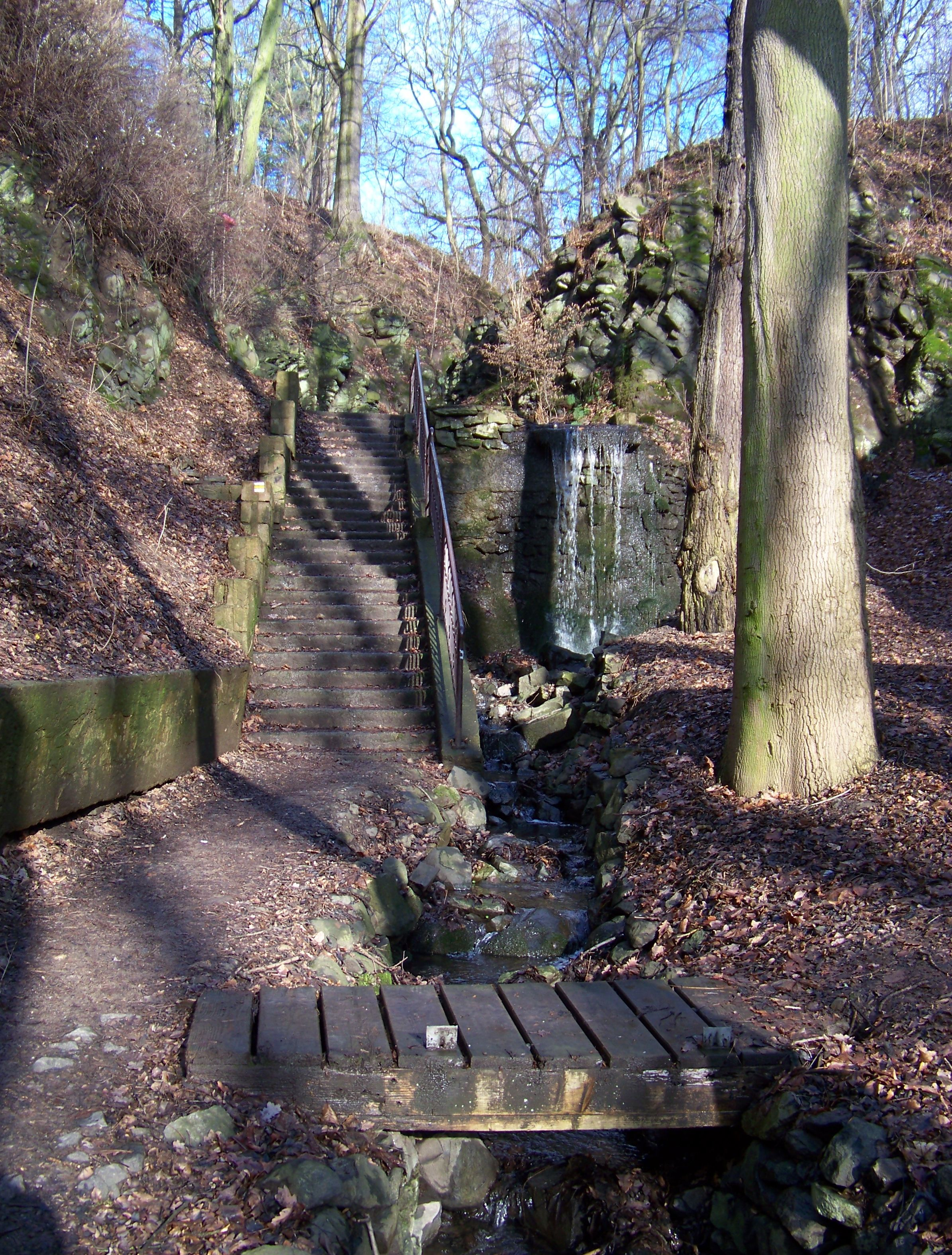
Umělý vodopád v Bertině údolí

Další rozvoj obce byl spíše pomalý, první větší změny nastávají koncem 19. století, kdy se postavily rodinné domy pro ústecké úředníky a pracovníky továren. Zároveň v této době nechala manželka tehdejšího ředitele ústeckého Spolku pro chemickou a hutní výrobu Maxe Schaffnera romanticky upravit po ní pojmenované Bertino údolí. Ráz obce zůstával částečně zemědělský, částečně se měnil na příměstskou oblast rozvíjejícího se města. 1. května 1939 byly Stříbrníky podobně jako řada dalších obcí v okolí připojena k Ústí nad Labem. Spojení však vydrželo pouze do konce druhé světové války. Tato samostatnost vydržela zhruba 30 let. Roku 1977 byly Stříbrníky opět spojeny s Ústí nad Labem z důvodu výstavby panelového sídliště v horní části obce.To bylo budováno jako poslední 4. okrsek Severní Terasy na přelomu 70. a 80. let.

## Přírodní poměry
Celkově obec leží na horní terase řeky Labe a vyskytuje se zde tedy řada různých hornin. Spadá do Českého Středohoří, verneřické oblasti. Původní ves stojí pod kuželovitým vrchem Hůrka (303 m n. m.), který je tvořen černým čedičem a na povrchu vystupuje sodalitový syenit. Také zde pramení dle obce pojmenovaný Stříbrnický potok.
Ten poté pokračuje do již zmíněného Bertina údolí, kde je zaříznutý v hloubce až 30m. Nachází se zde umělý vodopád vytvořený romantickou úpravou údolí koncem 19. století. V této oblasti se také nacházela většina původních stříbrných štol, o kterých svědčí menší výsypky a v zimě tepelné ostrovy přímo na místech původních jam. Rokli tvoří vyvřelé horniny, horní část černý čedič, dolní poté sopečný tuf. Vyskytují se zde také sopečné koule, takzvané sopečné pumy, vzniklé tuhnutím lávy. Les je dubo-habrový a flóra celkově je určena stinným a chladným prostředím, nacházejí se zde tedy především lišejníky, mechy, kapradiny, ale i některé byliny jako orsej jarní nebo violka vonná. Údolí končí ulicí Důlce a potok zde vtéká do potrubí končícího výtokem do Labe pod Mariánskou skálou.
Sídliště stojí výš nad původní obcí pod kopcem, na němž stojí Erbenova vyhlídka ve výšce 420 m n. m. Tento kopec byl dříve označován jako Brand.

## Obyvatelstvo

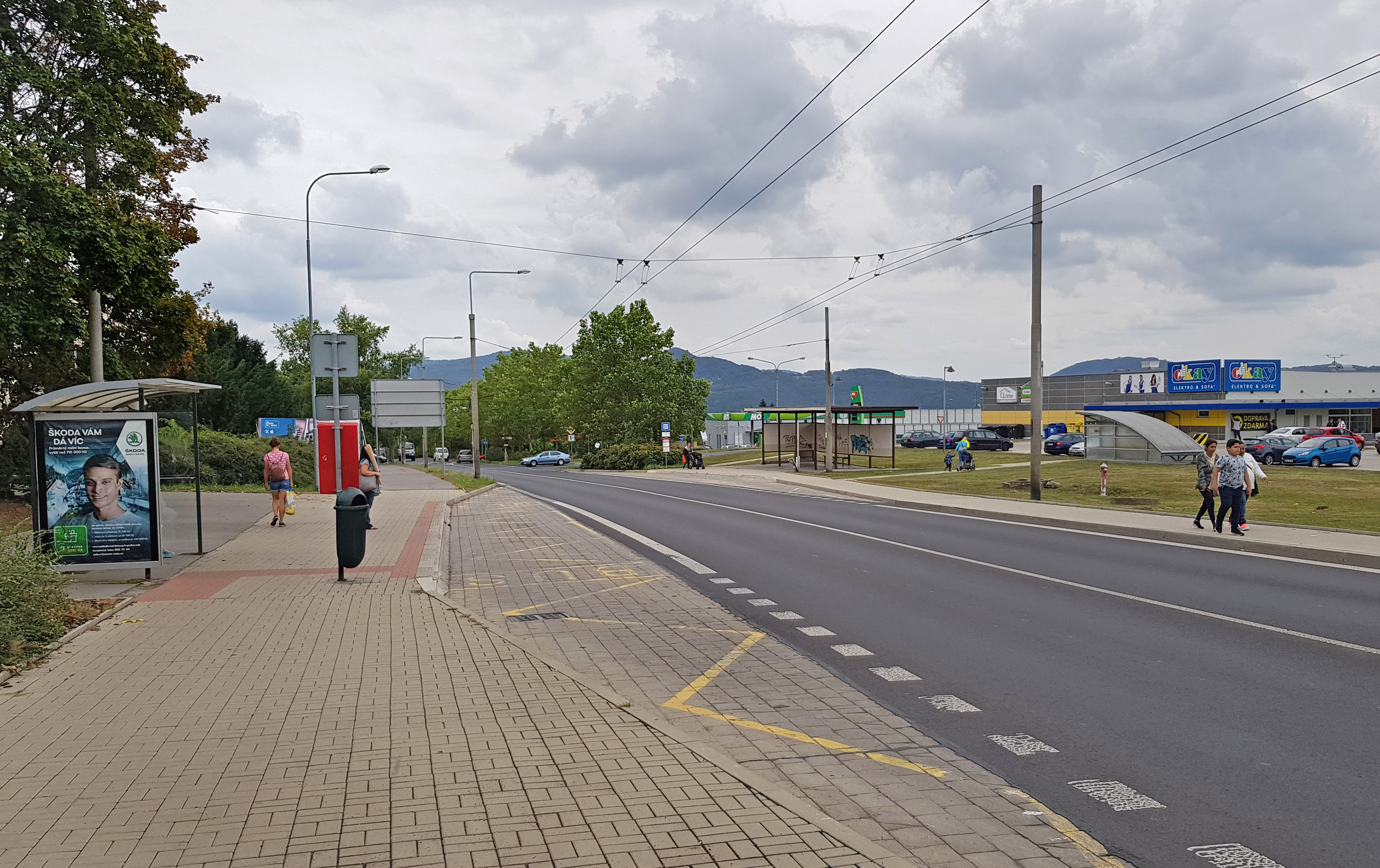
Stríbrnická ulice

Při sčítání lidu v roce 1921 zde žilo 427 obyvatel (z toho 209 mužů), z nichž bylo devatenáct Čechoslováků, 403 Němců a pět cizinců. Většina se hlásila k římskokatolické církvi, ale 22 obyvatel bylo evangelíky, tři patřili k izraelské církvi, dva k jiným nezjišťovaným církvím a 25 lidí bylo bez vyznání. Podle sčítání lidu z roku 1930 měla vesnice 444 obyvatel: 24 Čechoslováků, 405 Němců a patnáct cizinců. Z nich bylo 359 římských katolíků, 32 evangelíků, čtyři židé, jeden příslušník nezjišťovaných církví a 49 lidí bez vyznání.
| Rok            | 1654 | 1787 | 1830 | 1857 | 1869 | 1890 | 1910 | 1939 | 1950 | 2011  |
| -------------- | ---- | ---- | ---- | ---- | ---- | ---- | ---- | ---- | ---- | ----- |
| Počet obyvatel | -    | -    | 144  | 187  | 142  | 330  | 465  | 513  | –    | 4 107 |
| Počet domů     | 15   | 22   | 27   | 27   | 28   | 40   | 57   | 85   | 85   | 147   |

## Doprava
Hlavními komunikacemi jsou ulice Stříbrnická v oblasti sídliště spojující Severní Terasu s původní vsí a ulice Malátova a Na Návsi spojující zmíněnou Stříbrnickou, sídliště Dobětice a ulici Hoření vedoucí do centra města. Veřejnou dopravu zajišťuje dopravní podnik města Ústí nad Labem. V roce 2018 to bylo pomocí trolejbusových linek číslo 52, 53 a 54 a autobusových linek číslo 5 a 23.